# Looc (Romblon)
Looc è una municipalità di quarta classe delle Filippine, situata nella Provincia di Romblon, nella regione di Mimaropa.
Looc è formata da 12 baranggay:
- Agojo
- Balatucan
- Buenavista
- Camandao
- Guinhayaan
- Limon Norte
- Limon Sur
- Manhac
- Pili
- Poblacion
- Punta
- Tuguis